# 克拉斯嫩凱 (尼古拉耶夫州)
48°8′16″N 30°19′32″E / 48.13778°N 30.32556°E
克拉斯嫩凱（羅馬化：Krasnenke）是位於烏克蘭南部尼古拉耶夫州五一城區的村莊，面積3.71平方公里，海拔高度103米，2001年人口1,002，人口密度每平方公里270.1人。